# 1979 au Canada
Pour un article plus général, voir Chronologie du Canada.
Cet article traite des événements qui se sont produits durant l'année 1979 au Canada.

## Événements

Élection fédérale de 1979

### Politique

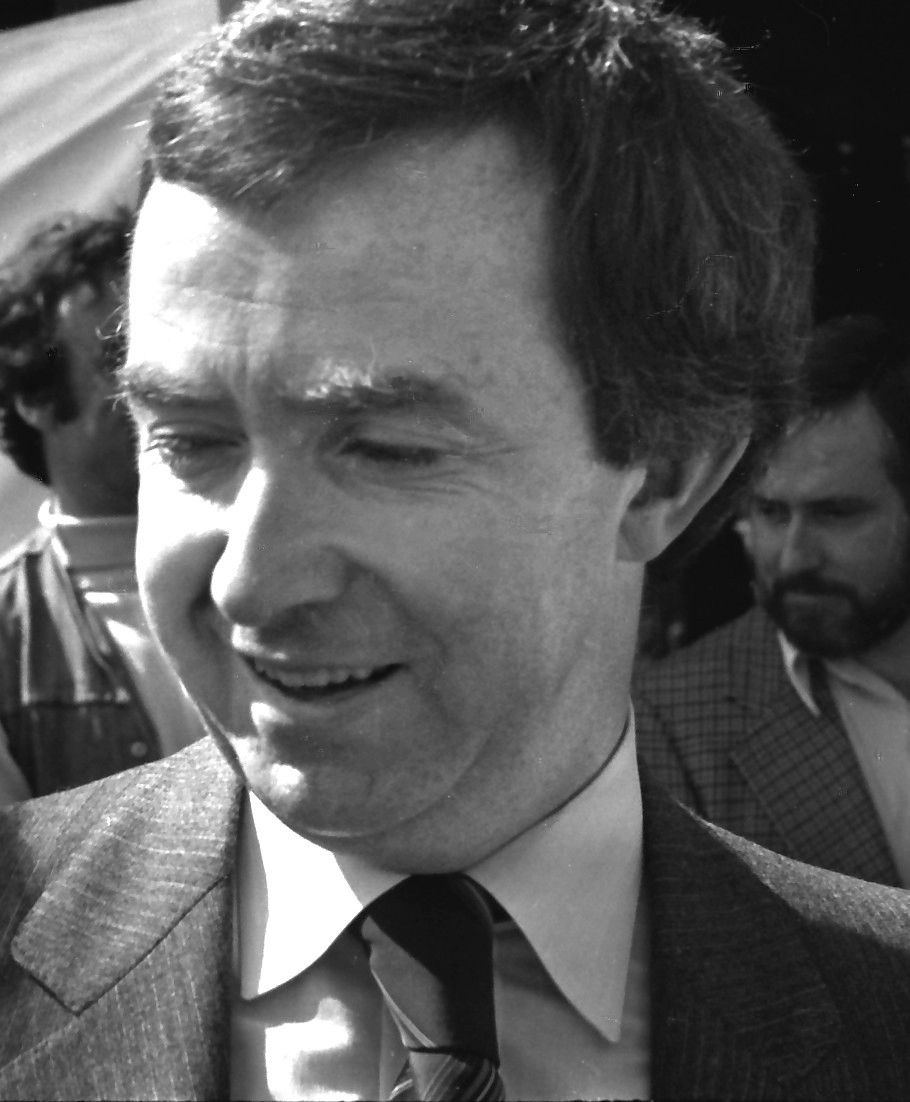
Joe Clark

- 14 mars : élection générale albertaine.

- 22 mai : élection fédérale. Gouvernement minoritaire de Joe Clark (parti progressiste-conservateur).

- 18 juin : élection générale terre-neuvienne.
- 4 novembre : Crise des otages américains en Iran: six diplomates américains se réfugient à l'ambassade canadienne en Iran. Il s'ensuivra la préparation du Subterfuge canadien pour les faire sortir du pays.
- Le Parc provincial Dinosaur en Alberta est inscrit sur la liste du patrimoine mondial de l'Unesco.

### Justice
- 19 février : Roch Thériault prévoit l'apocalypse et la création d'un nouveau monde. Il dirigea une secte dans laquelle il commit plusieurs actes criminels.
- Les felquistes Alain Allard et Pierre Charette reviennent au Québec et purgent une peine de prison de six mois pour d'anciens attentats commis.

### Sport

#### Hockey
- Fin de la Saison 1978-1979 de la LNH suivi des Séries éliminatoires de la Coupe Stanley 1979. les Canadiens de Montréal remportent la Coupe Stanley contre les Rangers de New York.
- Fin de la Saison 1978-1979 de l'AMH. Les Jets de Winnipeg gagnent le Trophée mondial Avco de l'Association mondiale de hockey.
- Fin de l'Association mondiale de hockey. Les Nordiques de Québec, les Jets de Winnipeg, les Oilers d'Edmonton et les Whalers de Hartford joignent la Ligue nationale de hockey.
- Les Petes de Peterborough remportent la Coupe Memorial 1979.
- Début de la Saison 1979-1980 de la LNH.

#### Autres

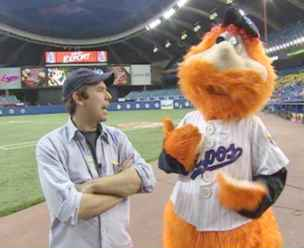
Youppi!

- 14 avril : Youppi! est la nouvelle mascotte des Expos de Montréal.
- 24 au 26 août : Coupe du monde des nations d'athlétisme au stade olympique à Montréal.

- Première édition des Jeux de l'Acadie.
- Championnat du monde de descente à Desbiens (Québec)
- Championnat du monde de slalom (canoë-kayak) à Jonquière
- Championnats du monde de patinage de vitesse sur piste courte à Québec

### Économie
- Fusion de la banque canadienne nationale et de la banque provinciale pour former la Banque nationale du Canada.
- Eastern Provincial Airways exploite en "pool" avec Air Saint-Pierre la liaison Saint-Pierre-Halifax

### Science
- Invention du jeu Trivial Pursuit par Chris Haney et Scott Abbott.

- David Suzuki commence à animer The Nature of Things

### Culture
- Première édition da la Foire brayonne à Edmundston au Nouveau-Brunswick.

#### Livre
- Pélagie-la-charrette de Antonine Maillet.
- Conte Une abominable feuille d'érable sur la glace de Roch Carrier.

#### Télévision
- Série Le Vagabond mettant en vedette un chien.
- Série Chez Denise avec Denise Filiatrault.
- Série humoristique Les Brillant.

#### Théâtre
- 21 mars : première de la pièce Broue. Elle sera jouée pendant plusieurs décennies.

### Religion
- Troisième congrès du Renouveau charismatique au Stade olympique de Montréal avec la présence du prêtre Émilien Tardif. 70 000 personnes sont réunies.
- Jean-Guy Couture est nommé évêque au Diocèse de Chicoutimi.

### Événement
- 10 novembre : déraillement d'un train à Mississauga près de Toronto provoquant l'évacuation temporaire de près de 200 000 personnes.

## Naissances
- 8 janvier : Sarah Polley, actrice.
- 14 janvier : Nick Boynton, joueur professionnel de hockey sur glace.
- 6 mars : Érik Bédard, joueur de baseball.
- 4 avril : Roberto Luongo, joueur de hockey sur glace.
- 17 avril : Eric Brewer, joueur de hockey sur glace.
- 1er juin : Craig Olejnik, acteur.
- 3 juin : Pierre Poilievre, homme politique.
- 2 juillet : Joe Thornton, joueur de hockey sur glace.
- 3 août : Evangeline Lilly, actrice.
- 22 août : Jennifer Finnigan, actrice.
- 15 septembre : Patrick Marleau, joueur de hockey sur glace.
- 7 octobre : Les deux acteurs jumeaux Aaron et Shawn Ashmore.
- 27 octobre : Patrick Desrochers, joueur professionnel de hockey sur glace.
- Mathieu Simoneau, poète.

## Décès
- 23 février : W.A.C. Bennett, Premier ministre de la Colombie-Britannique.
- 26 mars : Lionel Bertrand, journaliste et homme politique québécois.
- 29 mai : Mary Pickford, actrice au cinéma.
- 11 juillet : Claude Wagner, homme politique québécois.
- 16 août : John Diefenbaker, Premier ministre du Canada.
- 24 novembre : John Robert Cartwright, juge à la cour suprême.
- 19 décembre : Donald Grant Creighton, historien.